# Liste des duchesses de Nemours
 (août 2019).
Si vous disposez d'ouvrages ou d'articles de référence ou si vous connaissez des sites web de qualité traitant du thème abordé ici, merci de compléter l'article en donnant les références utiles à sa vérifiabilité et en les liant à la section « Notes et références ».
Préalablement comté français à la suite de l'acquisition de Philippe le Hardi en 1274, Nemours fut érigé en duché-pairie en 1404 par le roi Charles VI et donné à Charles III le Noble, roi de Navarre, en échange de la ville de Cherbourg qu'il avait rachetée en 1399 à Richard II d'Angleterre.

## Maison capétienne d'Évreux-Navarre (1404-1441)
| Portrait | Nom (dates)                        | Époux                                                                         | Titres | Eléments biographiques | Armoiries |
| -------- | ---------------------------------- | ----------------------------------------------------------------------------- | --- | --- | --------- |
|          | Éléonore de Castille (1363-1416)   | - Charles III de Navarre (mariage en 1375)                                    | - Dame de Montpellier (1381-1383) - Reine de Navarre (1387-1416) - Comtesse d’Évreux (1387-1404) - Duchesse de Nemours (1404-1416) - Lieutenant-général du royaume de Navarre (1397-1398, 1403-1406, 1409-1411) | - Princesse de la maison de Trastamare. Fille d'Henri II de Castille et de Jeanne Manuel de Villena. - Mère de Jeanne de Navarre, de Blanche Ire de Navarre, de Béatrice de Navarre, d'Isabelle de Navarre et de Charles de Navarre. |           |
|          | Blanche Ire de Navarre (1387-1441) | - Martin Ier de Sicile (mariage en 1402) - Jean II d'Aragon (mariage en 1420) | - Reine de Sicile (1402-1409) - Reine de Navarre (de plein droit, 1425-1441) - Duchesse de Nemours (de plein droit, 1428-1441)                                                                                  | - Princesse de la maison capétienne d'Évreux-Navarre. Fille de Charles III de Navarre et d'Éléonore de Castille. - Mère de Charles de Viane, de Blanche II de Navarre et d'Éléonore de Navarre.                                      |           |

## Maison de Bourbon (1461-1464)
| Nom (dates)                     | Époux                                       | Titres | Eléments biographiques |
| ------------------------------- | ------------------------------------------- | --- | --- |
| Éléonore de Bourbon (1407-1464) | - Bernard VIII d'Armagnac (mariage en 1429) | - Comtesse de Pardiac (1429-1462) - Vicomtesse de Carlat (1435-1462) - Comtesse de Castres et de la Marche (de plein droit, 1435-1464) - Duchesse de Nemours (de plein droit, 1461-1464) | - Princesse de la maison de Bourbon. Fille de Jacques II de Bourbon et de Béatrice de Navarre. - Mère de Bonne de Carlat et de Jacques d'Armagnac. |

## Maison d'Armagnac (1464-1503)
| Nom (dates)                 | Époux                                       | Titres | Eléments biographiques |
| --------------------------- | ------------------------------------------- | --- | --- |
| Louise d'Anjou (1445-1470)  | - Jacques d'Armagnac (mariage en 1462)      | - Comtesse de Pardiac et vicomtesse de Carlat (1462-1470) - Duchesse de Nemours, comtesse de Castres et de la Marche (1464-1470) | - Princesse de la maison de Valois. Fille de Charles IV du Maine et d'Isabelle de Luxembourg. - Mère de Jean d'Armagnac-Nemours et de Louis d'Armagnac. |
| Yolande de la Haye (?-1517) | - Jean d'Armagnac-Nemours (mariage en 1492) | - Duchesse de Nemours et comtesse de Pardiac (1492-1500)                                                                         | - Princesse de la maison de la Haye. Fille de Louis de la Haye et de Marie d'Orléans-Longueville.                                                       |

## Maison de Médicis (1515-1516)
| Portrait | Nom (dates)                      | Époux                                 | Titres                            | Eléments biographiques                                                                       |
| -------- | -------------------------------- | ------------------------------------- | --------------------------------- | -------------------------------------------------------------------------------------------- |
|          | Philiberte de Savoie (1498-1524) | - Julien de Médicis (mariage en 1515) | - Duchesse de Nemours (1515-1516) | - Princesse de la maison de Savoie. Fille de Philippe II de Savoie et de Claudine de Brosse. |

## Maison de Savoie-Nemours (1528-1657)
| Portrait | Nom (dates)                                 | Époux                                                                               | Titres | Eléments biographiques | Armoiries |
| -------- | ------------------------------------------- | ----------------------------------------------------------------------------------- | --- | --- | --------- |
|          | Charlotte d'Orléans-Longueville (1512-1549) | - Philippe de Savoie-Nemours (mariage en 1528)                                      | - Duchesse de Nemours et comtesse de Genève (1528-1533) | - Princesse de la maison d'Orléans-Longueville. Fille de Louis Ier d'Orléans-Longueville et de Jeanne de Hochberg. - Mère de Jacques de Savoie-Nemours et de Jeanne de Savoie-Nemours.                                                                        |           |
|          | Anne d'Este (1531-1607)                     | - François de Guise (mariage en 1548) - Jacques de Savoie-Nemours (mariage en 1566) | - Duchesse de Guise, princesse de Joinville, marquise de Mayenne et baronne de Lambesc (1550-1563) - Duchesse de Nemours et de Genève (1566-1585) | - Princesse de la maison d'Este. Fille d'Hercule II d'Este et de Renée de France. - Mère d'Henri Ier de Guise, de Catherine de Lorraine, de Charles de Mayenne, de Louis de Lorraine, de Charles-Emmanuel de Savoie-Nemours et d'Henri Ier de Savoie-Nemours. |           |
|          | Anne d'Aumale (1600-1638)                   | - Henri Ier de Savoie-Nemours (mariage en 1618)                                     | - Duchesse d'Aumale (de plein droit, 1618-1638) - Duchesse de Nemours et de Genevois (1618-1632) | - Princesse de la maison de Guise. Fille de Charles Ier d'Aumale et de Marie d'Elbeuf. - Mère de Louis de Savoie-Nemours, de Charles-Amédée de Savoie-Nemours et d'Henri II de Savoie-Nemours.                                                                |           |
|          | Élisabeth de Bourbon-Vendôme (1614-1664)    | - Charles-Amédée de Savoie-Nemours (mariage en 1643)                                | - Duchesse de Nemours, de Genevois et d'Aumale (1643-1652) | - Princesse de la maison de Bourbon-Vendôme. Fille de César de Vendôme et de Françoise de Lorraine. - Mère de Marie-Jeanne-Baptiste de Savoie-Nemours et de Marie-Françoise-Élisabeth de Savoie-Nemours.                                                      |           |
|          | Marie d'Orléans-Longueville (1625-1707)     | - Henri II de Savoie-Nemours (mariage en 1657)                                      | - Duchesse de Nemours, de Genevois et d'Aumale (1657-1659) - Comtesse de Dreux (de plein droit, 1676-1707) - Régente de Neuchâtel (1679-1682) - Comtesse de Saint-Pol (de plein droit, 1694-1705) - Duchesse d'Estouteville, comtesse de Tancarville, comtesse de Dunois (de plein droit, 1694-1707) - Princesse de Neuchâtel (de plein droit, 1696-1707) | - Princesse de la maison d'Orléans-Longueville. Fille d'Henri II d'Orléans-Longueville et de Louise de Bourbon-Condé. |           |

## Maison d'Orléans (1672-1848)
| Portrait | Nom (dates)                                   | Époux                                        | Titres | Eléments biographiques | Armoiries |
| -------- | --------------------------------------------- | -------------------------------------------- | --- | --- | --------- |
|          | Élisabeth-Charlotte de Bavière (1652-1722)    | - Philippe d’Orléans (mariage en 1671)       | - Duchesse d’Orléans et de Valois (1671-1701) - Duchesse de Chartres (1671-1674) - Duchesse de Nemours (1672-1701) - Duchesse de Montpensier et princesse de Joinville (1693-1701) | - Princesse de la maison de Wittelsbach. Fille de Charles Ier Louis du Palatinat et de Charlotte de Hesse-Cassel. - Mère d'Alexandre-Louis d'Orléans, de Philippe d'Orléans et d'Élisabeth-Charlotte d'Orléans. |           |
|          | Françoise-Marie de Bourbon (1677-1749)        | - Philippe d'Orléans (mariage en 1692)       | - Duchesse de Chartres (1692-1701) - Duchesse d'Orléans, de Valois, de Nemours et de Montpensier, princesse de Joinville (1701-1723)                                               | - Princesse de la maison de Bourbon. Fille légitimée de Louis XIV et de Madame de Montespan. - Mère de Marie-Louise-Élisabeth d'Orléans, d'Adélaïde d’Orléans, de Charlotte-Aglaé d’Orléans, de Louis d'Orléans, de Louise-Élisabeth d'Orléans, de Philippine-Élisabeth d’Orléans et de Louise d’Orléans.                                  |           |
|          | Auguste de Bade-Bade (1704-1726)              | - Louis d'Orléans (mariage en 1724)          | - Duchesse d'Orléans, de Valois, de Nemours et de Montpensier, princesse de Joinville (1724-1726)                                                                                  | - Princesse de la maison de Zähringen. Fille de Louis-Guillaume de Bade-Bade et de Françoise-Sibylle de Saxe-Lauenbourg. - Mère de Louis-Philippe d'Orléans. |           |
|          | Louise-Henriette de Bourbon-Conti (1726-1759) | - Louis-Philippe d'Orléans (mariage en 1743) | - Duchesse de Chartres (1743-1752) - Duchesse d'Orléans, de Valois, de Nemours et de Montpensier, princesse de Joinville (1752-1759)                                               | - Princesse de la maison de Bourbon. Fille de Louis-Armand de Bourbon-Conti et de Louise-Élisabeth de Bourbon-Condé. - Mère de Louis-Philippe d'Orléans et de Bathilde d'Orléans. |           |
|          | Marie-Adélaïde de Bourbon (1753-1821)         | - Louis-Philippe d'Orléans (mariage en 1769) | - Duchesse de Chartres (1769-1785) - Duchesse d'Orléans, de Valois, de Nemours et de Montpensier, princesse de Joinville (1785-1790)                                               | - Princesse de la maison de Bourbon. Fille de Louis-Jean-Marie de Bourbon et de Marie-Thérèse-Félicité d'Este. - Mère de Louis-Philippe Ier, d'Antoine d'Orléans, d'Adélaïde d'Orléans et de Louis-Charles d'Orléans. |           |
|          | Marie-Amélie de Bourbon-Siciles (1782-1866)   | - Louis-Philippe Ier (mariage en 1809)       | - Duchesse d'Orléans, de Valois, de Nemours et de Montpensier, princesse de Joinville (1814-1830) - Reine des Français (1830-1848)                                                 | - Princesse de la maison de Bourbon-Siciles. Fille de Ferdinand Ier des Deux-Siciles et de Marie-Caroline d'Autriche. - Mère de Ferdinand-Philippe d'Orléans, de Louise d'Orléans, de Marie d'Orléans, de Louis d'Orléans, de Clémentine d'Orléans, de François d'Orléans, de Charles d'Orléans, d'Henri d'Orléans et d'Antoine d'Orléans. |           |
|          | Victoire de Saxe-Cobourg-Kohary (1822-1857)   | - Louis d'Orléans (mariage en 1840)          | - Duchesse de Nemours (1840-1848) | - Princesse de la maison de Saxe-Cobourg et Gotha. Fille de Ferdinand de Saxe-Cobourg et Gotha et d'Antoinette de Koháry. - Mère de Gaston d'Orléans, de Ferdinand d'Orléans, de Marguerite d'Orléans et de Blanche d'Orléans. |           |